# Сок (окръг, Уисконсин)
Окръг Сок (на английски: Sauk County) е окръг в щата Уисконсин, Съединени американски щати. Площта му е 2196 km², а населението - 65 763 души (1 април 2020). Административен център е град Беръбу.